# 海赫特尔-埃克瑟尔
海赫特尔-埃克瑟尔（荷蘭語：Hechtel-Eksel，荷蘭語發音：[ˈɦɛxtəl ˈɛksəl]）是比利时弗拉芒大區林堡省馬塞克區的一个市镇，西端与安特衛普省接壤，通行荷蘭語，是弗拉芒社群的一部分，面积76.70平方千米，人口12,290人（2018年1月1日）。